# George Bello
George Oluwaseun Bello (Abuja, 22 januari 2000) is een Amerikaans-Nigeriaans voetballer die doorgaans speelt als linksback. In juli 2023 verruilde hij Arminia Bielefeld voor LASK Linz. Bello maakte in 2021 zijn debuut in het voetbalelftal van de Verenigde Staten.

## Clubcarrière
Bello werd geboren in Nigeria maar op jonge leeftijd verhuisde hij met zijn ouders naar de Verenigde Staten. Hier speelde hij in de jeugd van Southern Soccer Academy en Alpharette Ambush, alvorens hij in 2016 in de opleiding van Atlanta United terechtkwam. Hier werd hij in 2018 overgeheveld naar het eerste elftal. Zijn debuut in dat team maakte hij op 3 september 2018, toen werd gespeeld op bezoek bij D.C. United. Luciano Acosta scoorde tweemaal en Wayne Rooney één keer. Namens Atalanta kwam Jeff Larentowicz tot een doelpunt, waardoor D.C. United met 3–1 won. Bello begon op de reservebank maar mocht van coach Gerardo Martino veertien minuten voor tijd invallen voor Héctor Villalba. Zijn eerste doelpunt volgde op 6 oktober 2018, tegen New England Revolution. Na zeventien minuten spelen opende Bello de score. Julian Gressel verdubbelde de voorsprong en Juan Agudelo scoorde tegen: 2–1. In januari 2022 maakte Bello voor een bedrag van circa 1,8 miljoen euro de overstap naar Arminia Bielefeld, waar hij zijn handtekening zette onder een verbintenis voor de duur van vierenhalf jaar. Met zijn nieuwe club degradeerde hij in zijn eerste seizoen naar de 2. Bundesliga. Medio 2023 stapte hij transfervrij over naar LASK Linz, waar hij voor drie jaar tekende.

## Clubstatistieken
| Seizoen | Club              | Competitie          | Competitie | Competitie | Beker | Beker | Internationaal | Internationaal | Totaal | Totaal |
| Seizoen | Club              | Competitie          | Wed.       | Dlp.       | Wed.  | Dlp.  | Wed.           | Dlp.           | Wed.   | Dlp.   |
| ------- | ----------------- | ------------------- | ---------- | ---------- | ----- | ----- | -------------- | -------------- | ------ | ------ |
| 2018    | Atlanta United    | Major League Soccer | 3          | 1          | 0     | 0     | —              | —              | 3      | 1      |
| 2019    | Atlanta United    | Major League Soccer | 0          | 0          | 0     | 0     | 1              | 0              | 1      | 0      |
| 2020    | Atlanta United    | Major League Soccer | 20         | 1          | 0     | 0     | 1              | 0              | 21     | 1      |
| 2021    | Atlanta United    | Major League Soccer | 30         | 1          | 0     | 0     | 4              | 0              | 34     | 1      |
| 2021/22 | Arminia Bielefeld | Bundesliga          | 10         | 0          | 0     | 0     | —              | —              | 10     | 0      |
| 2022/23 | Arminia Bielefeld | 2. Bundesliga       | 21         | 0          | 2     | 0     | —              | —              | 23     | 0      |
| 2023/24 | LASK Linz         | Bundesliga          | 24         | 0          | 3     | 0     | 6              | 0              | 33     | 0      |
| 2024/25 | LASK Linz         | Bundesliga          | 14         | 0          | 3     | 1     | 6              | 0              | 23     | 1      |
| Totaal  | Totaal            | Totaal              | 122        | 3          | 8     | 1     | 18             | 0              | 148    | 4      |

Bijgewerkt op 30 november 2024.

## Interlandcarrière
Bello speelde zijn eerste duel in het voetbalelftal van de Verenigde Staten op 31 januari 2021. Op die dag werd een vriendschappelijke wedstrijd met 7–0 gewonnen van Trinidad en Tobago door doelpunten van Jonathan Lewis, Paul Arriola, Jesús Ferreira (allen tweemaal) en Miles Robinson. Bello moest van bondscoach Gregg Berhalter op de reservebank beginnen en viel negentien minuten na rust in voor Sam Vines. De andere Amerikaanse debutanten dit duel waren Matt Turner (New England Revolution), Aaron Herrera (Real Salt Lake), Andrés Perea (Orlando City), Daryl Dike (Barnsley) en Tanner Tessmann (FC Dallas).
In juli 2021 werd Bello door Berhalter opgenomen in de selectie van de Verenigde Staten voor de Gold Cup 2021. Dit toernooi werd uiteindelijk gewonnen door de Verenigde Staten, dat in de finale afrekende met Mexico (1–0). In deze finale kwam Bello in actie. Zijn toenmalige teamgenoten Miles Robinson en Brad Guzan (beiden eveneens Verenigde Staten) waren ook actief op het toernooi.
| Interlands van George Bello voor Verenigde Staten | Interlands van George Bello voor Verenigde Staten | Interlands van George Bello voor Verenigde Staten | Interlands van George Bello voor Verenigde Staten | Interlands van George Bello voor Verenigde Staten | Interlands van George Bello voor Verenigde Staten | Interlands van George Bello voor Verenigde Staten |
| №                                                 | Datum                                             | Wedstrijd                                         | Uitslag                                           | Competitie                                        | Goals                                             |                                                   |
| Als speler bij Atlanta United                     | Als speler bij Atlanta United                     | Als speler bij Atlanta United                     | Als speler bij Atlanta United                     | Als speler bij Atlanta United                     | Als speler bij Atlanta United                     | Als speler bij Atlanta United                     |
| ------------------------------------------------- | ------------------------------------------------- | ------------------------------------------------- | ------------------------------------------------- | ------------------------------------------------- | ------------------------------------------------- | ------------------------------------------------- |
| 1                                                 | 31 januari 2021                                   | Verenigde Staten – Trinidad en Tobago             | 7 – 0                                             | Vriendschappelijke wedstrijd                      |                                                   |                                                   |
| 2                                                 | 15 juli 2021                                      | Verenigde Staten – Martinique                     | 6 – 1                                             | Gold Cup 2021                                     |                                                   |                                                   |
| 3                                                 | 1 augustus 2021                                   | Verenigde Staten – Mexico                         | 1 – 0                                             | Gold Cup 2021                                     |                                                   |                                                   |
| 4                                                 | 8 september 2021                                  | Honduras – Verenigde Staten                       | 1 – 4                                             | WK 2022 kwalificatie                              |                                                   |                                                   |
| 5                                                 | 10 oktober 2021                                   | Panama – Verenigde Staten                         | 1 – 0                                             | WK 2022 kwalificatie                              |                                                   |                                                   |
| 6                                                 | 18 december 2021                                  | Verenigde Staten – Bosnië en Herzegovina          | 1 – 0                                             | Vriendschappelijke wedstrijd                      |                                                   |                                                   |
| Als speler bij Atlanta United                     |                                                   |                                                   |                                                   |                                                   |                                                   |                                                   |
| 7                                                 | 10 juni 2022                                      | Verenigde Staten – Grenada                        | 5 – 0                                             | Nations League 2022/23                            |                                                   |                                                   |

Bijgewerkt op 30 november 2024.

## Erelijst
| Competitie              |                |                |                |                |
| Competitie              | Aantal         | Jaren          |                |                |
| Atlanta United          | Atlanta United | Atlanta United | Atlanta United | Atlanta United |
| ----------------------- | -------------- | -------------- | -------------- | -------------- |
| MLS Cup                 | 1              | 2018           |                |                |
| US Open Cup             | 1              | 2019           |                |                |
| Campeones Cup           | 1              | 2019           |                |                |
| Verenigde Staten        |                |                |                |                |
| CONCACAF Nations League | 1              | 2019/20        |                |                |
| CONCACAF Gold Cup       | 1              | 2021           |                |                |
| Individueel             |                |                |                |                |
| MLS All-Star            | 1              | 2021           |                |                |